# الحياة قصيرة جدا (كتاب)
الحياة قصيرة جدًا: مأساة روبرت إنكه (بالإنجليزية: A Life too Short: The Tragedy of Robert Enke) كتاب سيرة ذاتية كتبه الكاتب الألماني رونالد رينج في عام 2012، عن كابتن هانوفر 96 الحارس الألماني روبرت إنكه، الذي انتحر بعد ست سنوات من الاكتئاب، وذلك في يوم 10 نوفمبر 2009.

## ملخص
يعرض الكتاب تفاصيل حياة روبرت إنكه، مع تركيز الكاتب بشكل خاص على صراع إنكه مع الاكتئاب. يركز رينج أيضًا على صداقته مع إنكه، والذي كان من المفترض أن يشارك في كتابة سيرته الذاتية.

## الاستقبال
كان الاستقبال الناقد لكتاب الحياة قصيرة جدًا إيجابيًا، حيث حصل الكتاب على جائزة وليام هيل للرياضة لعام 2011. أشادت صحيفة الغارديان البريطانية بكتاب الحياة القصيرة جدًا باعتباره «كتاب بليغ وحساس»، وذكر المؤسس المشارك لمؤسسة وليام هيل، جراهام شارب أن الكتاب «قطعة رائعة من الكتابة الرياضية».